# Microrégion de Cajazeiras
La microrégion de Cajazeiras est l'une des huit microrégions qui subdivisent le sertão de l'État de la Paraíba au Brésil.
Elle comporte 15 municipalités qui regroupaient 161 485 habitants en 2006 pour une superficie totale de 3 423 km².

## Municipalités[1]
- Bernardino Batista
- Bom Jesus
- Bonito de Santa Fé
- Cachoeira dos Índios
- Cajazeiras
- Carrapateira
- Monte Horebe
- Poço Dantas
- Poço de José de Moura
- Santa Helena
- Santarém
- São João do Rio do Peixe
- São José de Piranhas
- Triunfo
- Uiraúna